# Jerebeatin, Borîspil
Jerebeatin (în ucraineană Жереб'ятин; până în 2016, Jovtneve) este un sat în comuna Voronkiv din raionul Borîspil, regiunea Kiev, Ucraina.

## Demografie
Componența lingvistică a localității Jerebeatin
     Ucraineană (89,78%)
     Rusă (10,22%)
Conform recensământului din 2001, majoritatea populației localității Jerebeatin era vorbitoare de ucraineană (89,78%), existând în minoritate și vorbitori de rusă (10,22%).